# Gącz (przystanek kolejowy)
Gącz – przystanek kolejowy w Gączu, w województwie kujawsko-pomorskim, w Polsce. Obsługuje ruch towarowy.
Położona na linii kolejowej z Gniezna do Nakła nad Notecią (będącą odcinkiem linii kolejowej nr 281).
Podczas powstania wielkopolskiego oddział powstańców, po krótkiej potyczce, odbił tu pruski transport wojskowy.